# Antiche unità di misura del circondario di Acireale
Sono qui riportate le conversioni tra le antiche unità di misura in uso nel circondario di Acireale e il sistema metrico decimale, così come stabilite ufficialmente nel 1877; non si riportano le unità di misura e di peso stabilite con la riforma del 1809, rese uniformi nell'intero Regno di Sicilia.
Nonostante l'apparente precisione nelle tavole, in molti casi è necessario considerare che i campioni utilizzati erano di fattura approssimativa o discordanti tra loro.

## Misure di lunghezza
Nel 1877 sono indicate in uso solo le unità ufficiali del 1809.

## Misure di superficie
Nel 1877, oltre alle unità ufficiali del 1809, sono indicate in uso alcune misure abusive.
| Comuni | Denominazione | Valore   | Unità |
| --- | ------------- | -------- | ----- |
| Acireale, Aci Bonaccorso, Aci Castello, Aci Catena, Aci Sant'Antonio, Calatabiano, Castiglione di Sicilia, Randazzo | Salma         | 17148,71 | m²    |
| Acireale, Aci Bonaccorso, Aci Castello, Aci Catena, Aci Sant'Antonio, Calatabiano, Castiglione di Sicilia, Randazzo | Tomolo        | 1071,79  | m²    |
| Acireale, Aci Bonaccorso, Aci Catena, Aci Castello, Aci Sant'Antonio                                                | Salma         | 11320,83 | m²    |
| Acireale, Aci Bonaccorso, Aci Catena, Aci Castello, Aci Sant'Antonio                                                | Tomolo        | 707,55   | m²    |
| Acireale, Aci Bonaccorso, Aci Catena, Aci Castello, Aci Sant'Antonio                                                | Salma         | 13129,48 | m²    |
| Acireale, Aci Bonaccorso, Aci Catena, Aci Castello, Aci Sant'Antonio                                                | Tomolo        | 820,59   | m²    |
| Acireale, Aci Bonaccorso, Aci Catena, Aci Castello, Aci Sant'Antonio                                                | Salma         | 34297,43 | m²    |
| Acireale, Aci Bonaccorso, Aci Catena, Aci Castello, Aci Sant'Antonio                                                | Tomolo        | 2143,59  | m²    |
| Acireale | Salma         | 27554,97 | m²    |
| Acireale | Tomolo        | 1722,19  | m²    |
| Acireale | Salma         | 54007,73 | m²    |
| Acireale | Tomolo        | 3375,48  | m²    |
| Aci Bonaccorso, Aci Castello, Aci Catena, Aci Sant'Antonio                                                          | Salma         | 26794,87 | m²    |
| Aci Bonaccorso, Aci Castello, Aci Catena, Aci Sant'Antonio                                                          | Tomolo        | 1674,68  | m²    |
| Aci Bonaccorso, Aci Castello, Aci Catena, Aci Sant'Antonio, Giarre, Mascali, Riposto, Piedimonte Etneo              | Salma         | 52517,94 | m²    |
| Aci Bonaccorso, Aci Castello, Aci Catena, Aci Sant'Antonio, Giarre, Mascali, Riposto, Piedimonte Etneo              | Tomolo        | 3282,37  | m²    |
| Castiglione di Sicilia                                                                                              | Salma         | 22310,91 | m²    |
| Castiglione di Sicilia                                                                                              | Tomolo        | 1394,43  | m²    |
| Fiumefreddo di Sicilia                                                                                              | Salma         | 47257,74 | m²    |
| Fiumefreddo di Sicilia                                                                                              | Tomolo        | 2953,61  | m²    |
| Linguaglossa | Salma         | 21703,84 | m²    |
| Linguaglossa | Tomolo        | 1356,49  | m²    |

La salma abusiva si divide in 16 tomoli.
Il tomolo di Acireale di are 10,7179 ha per lato la corda di canne 16 abolite di Palermo.
Il tomolo di Acireale di are 7,0755, la corda di canne 13 abolite di Palermo.
Il tomolo di Acireale di are 8,2059, la corda di canne 14 abolite di Palermo.
Il tomolo di Acireale di are 21,4359 è di 512 canne quadrate abolite di Palermo.
Il tomolo di Acireale di are 17,2219 ha per lato la corda di 20 canne abolite di Acireale.
Il tomolo di Acireale di are 33,7548, la corda di 28 canne abolite di Acireale.
Il tomolo di Aci Bonaccorso di are 16,7468, la corda di 20 canne abolite di Palermo.
Il tomolo di Aci Bonaccorso di are 32,8237, la corda di 28 canne abolite di Palermo.
Il tomolo di Castiglione di Sicilia ha per lato la corda di canne 18 e palmi 2 aboliti di Palermo.
Il tomolo di Fiumefreddo di Sicilia, la corda di canne 26 abolite di Messina.
Il tomolo di Linguaglossa, la corda di canne 18 abolite di Palermo.

## Misure di volume
Nel 1877 sono indicate in uso solo le unità ufficiali del 1809.

## Misure di capacità per gli aridi
Nel 1877, oltre alle unità ufficiali del 1809, sono indicate in uso alcune misure abusive.
| Comuni         | Denominazione            | Valore   | Unità |
| -------------- | ------------------------ | -------- | ----- |
| Tutti i comuni | Salma per prune e legumi | 343,8611 | L     |
| Fiumefreddo    | Salma per legumi         | 386,8437 | L     |

Negli usi di consuetudine locale la salma si considera divisa in 16 tomoli.
La salma usata in tutti i comuni per prime e legumi è di 20 tomoli rasi.
La salma di Fiumefreddo è di tomoli rasi 22 1/2.

## Misure di capacità per i liquidi
Nel 1877, oltre alle unità ufficiali del 1809, sono indicate in uso alcune misure abusive.
| Comuni                                                                                      | Denominazione   | Valore   | Unità |
| ------------------------------------------------------------------------------------------- | --------------- | -------- | ----- |
| Acireale, Ad Bonaccouso. Aci Castello, Aci Catena, Aci S. Antonio, Giarre, Mascali, Riposto | Salma per mosto | 85,9653  | L     |
| Acireale, Ad Bonaccouso. Aci Castello, Aci Catena, Aci S. Antonio, Giarre, Mascali, Riposto | Salma per vino  | 68,7722  | L     |
| Calatabiano                                                                                 | Salma per mosto | 88,0620  | L     |
| Calatabiano                                                                                 | Salma per vino  | 83,8686  | L     |
| Castiglione di Sicilia                                                                      | Salma           | 92,2554  | L     |
| Fiumefreddo di Sicilia                                                                      | Salma per mosto | 90,2635  | L     |
| Fiumefreddo di Sicilia                                                                      | Salma per vino  | 85,9653  | L     |
| Piedimonte Etneo                                                                            | Salma per mosto | 90,2635  | L     |
| Piedimonte Etneo                                                                            | Salma per vino  | 68,7722  | L     |
| Linguaglossa                                                                                | Salma per mosto | 105,6744 | L     |
| Linguaglossa                                                                                | Salma per vino  | 95,6101  | L     |
| Randazzo                                                                                    | Salma per mosto | 73,9301  | L     |
| Randazzo                                                                                    | Salma per vino  | 68,7722  | L     |

Il barile legale si divide in 2 quartare, la quartara in 20 quartucci, il quartuccio in 2 caraffe, la caraffa in 2 bicchieri.
Otto barili fanno la salma.
Quattro salme fanno la botte.
La salma per mosto di Acireale si divide in 10 quartare, la salma por vino in 8 quartare, la quartara in 10 quartucci legali, la salma per mosto di Calatabiana e la salma per vino si dividono in 8 quartare,
la quartara per mosto si divido in 21 quartucci, la quartara per vino in 20 quartucci, il quartuccio è d'once 20, peso d'acqua pari a litri 0,524178.
La salma di Castiglione di Sicilia si divide in 8 quartare, la quartara in 20 quartucci, il quartuccio è di once 22 peso d'acqua eguale a litri 0,576596.
La salma per mosto di Fiumefreddo di Sicilia si divide in 10 quartare, la quartara per mosto in quartucci legali 10 1/2.
La salma per vino di Fiumefreddo si divide in barili 2 1/2, il barile in 4 quartare, la quartara in 10 quartucci legali.
La salma per mosto di Piedimonte si divide in 10 quartare, la quartara per mosto in quartucci legali 10 1/2.
La salma per vino di Piedimonte si divide in 8 quartare, la quartara per vino in 10 quartucci legali.
La salma per mosto di Giarre si divide in 10 quartare, e la salma per vino si divide in 2 barili, il barile per vino in 4 quartare, la quartara in 10 quartucci legali.
La salma per mosto di Linguaglossa si divide in 8 quartare, la quartara per mosto in 21 quartucci.
LA salma per vino in 8 quartare, la quartara per vino in 10 quartucci, il quartuccio è di once 24 peso d'acqua pari a chilogrammi 0,629014.
La salma per mosto di Randazzo si divide in 8 quartare, la quartara per mosto in quartucci legali 10 3/4.
La salma per vino di Randazzo si divide in 8 quartare, la quartara per vino in 10 quartucci legali.
| Comuni | Denominazione                              | Valore    | Unità |
| --- | ------------------------------------------ | --------- | ----- |
| Acireale, Aci Bonaccorso, Aci Castello, Aci Catena, Aci Sant'Antonio, Castiglione di Sicilia, Piedimonte Etneo | Cafiso di rotoli 20 = 15,868 kg            | 17,193053 | L     |
| Calatabiano, Randazzo, Fiumefreddo di Sicilia, Piedimonte Etneo                                                | Cafiso di rotoli 16 = 12,695 kg            | 13,754442 | L     |
| Giarre, Mascali, Riposto                                                                                       | Cafiso di rotoli 14 = 11,108 kg            | 12,035137 | L     |
| Linguaglossa                                                                                                   | Cafiso di rotoli 20 di once 33 = 17,455 kg | 18,912358 | L     |

## Pesi
Nel 1877, oltre alle unità ufficiali del 1809, sono indicate in uso alcune misure abusive.
| Comuni | Denominazione            | Valore    | Unità |
| --- | ------------------------ | --------- | ----- |
| Tutti i comuni | Rotolo                   | 793,420   | g     |
| Acireale, Aci Bonaccorso, Aci Castello, Aci Catena, Aci Sant'Antonio, Calatabiano, Fiumefreddo di Sicilia, Giarre, Linguaglossa, Mascali, Randazzo, Piedimonte Etneo, Riposto | Oncia alla sottile       | 26,447333 | g     |
| Castiglione di Sicilia | Oncia alla grossa        | 66,118333 | g     |
| Tutti i comuni | Trappeso per gli orefici | 0,881578  | g     |

Il rotolo legale si divide in 30 once alla sottile.
La libbra si divide in 12 once alla sottile, l'oncia in 4 quarte, la quarta in 2 dramme, la dramma in 3 scrupoli, lo scrupolo in 20 cocci, il coccio in 8 ottavi.
In Castiglione di Sicilia si usa il rotolo legale diviso in 12 once alla grossa.
Cento rotoli fanno il cantaro.
La libbra mercantile serve pure per gli usi farmaceutici.
Gli orefici dividono la libbra in 12 once, l'oncia in 30 trappesi, il trappeso in 16 cocci o denari.

## Territorio
Nel 1874 nel circondario di Acireale erano presenti 14 comuni divisi in 6 mandamenti.
- Acireale • Acireale
- Aci Sant'Antonio • Aci Bonaccorsi, Aci Castello, Aci Catena, Aci Sant'Antonio
- Castiglione di Sicilia • Castiglione di Sicilia
- Giarre • Giarre, Mascali, Riposto
- Linguaglossa • Calatabiano, Fiumefreddo di Sicilia, Linguaglossa, Piedimonte Etneo
- Randazzo • Randazzo